# (3607) Naniwa
(3607) Naniwa ist ein Asteroid des äußeren Hauptgürtels, der am 18. Februar 1977 von den japanischen Astronomen Hiroki Kōsai und Kiichirō Furukawa am Kiso-Observatorium (IAU-Code 381) in Kiso in der Präfektur Nagano auf der japanischen Hauptinsel Honshū entdeckt wurde.
Benannt wurde der Asteroid nach dem ursprünglichen Namen der drittgrößten Stadt Japans Ōsaka, die von 645 bis 655 unter dem Kōtoku-tennō Hauptstadt Japans war und in der Toyotomi Hideyoshi ab 1580 die Burg Ōsaka erbaute.